# Werner Michelbach
Werner Michelbach (* 23. März 1951) ist ein ehemaliger deutscher Fußballtorwart.

## Karriere
Nach der Saison 1968/69 in der A-Jugend des 1. FC Kaiserslautern wechselte Werner Michelbach zunächst zum FK Clausen in die 2. Amateurliga Westpfalz. Mit dem FKC stieg er im ersten Jahr in die 1. Amateurliga Südwest auf, wo er noch bis 1971 mit seinem Verein aktiv war.
1971 ging er zurück zum FCK, wo er Torwart der FCK-Amateure in der 1. Amateurliga wurde. Er gehörte zu jener Elf, die 1973 im Finale um die Deutsche Amateurmeisterschaft der SpVgg Bad Homburg mit 0:1 unterlag.
Werner Michelbach stand in der Saison 1972/73 im Profikader des 1. FC Kaiserslautern und bestritt sein erstes und einziges Bundesligaspiel am 20. Januar 1973, als er in der 59. Minute im Spiel gegen den Wuppertaler SV für Stammtorwart Sepp Stabel eingewechselt wurde.

## Sonstiges
Sein Sohn Jens (* 1981), ebenfalls Torwart, spielte auch beim FCK und hat einige Regionalliga-Einsätze im Tor der Lauterer Amateure vorzuweisen.